# Zaragoza (episodio nacional)
Zaragoza es la sexta novela de la primera serie de los Episodios Nacionales de Benito Pérez Galdós, publicada en 1873. A través de la narración en primera persona de Gabriel de Araceli, personaje conductor de esta serie, se describe el segundo sitio de Zaragoza, acaecido en enero y febrero de 1809, durante la Guerra de Independencia entre España y Francia. Evocando asedios clásicos como los de Numancia o Sagunto, Galdós dibuja uno de sus cuadros más descarnados de la violencia de la guerra, con minuciosas descripciones de los preparativos para la defensa de la ciudad, a cargo del general Palafox, las escaramuzas bélicas, la falta de alimentos, la superioridad técnica y material de los franceses y la epidemia de fiebre amarilla que diezma a la población de una Zaragoza finalmente reducida al saqueo francés.

Varios estudiosos de la obra galdosiana han insistido en el arrebatado tono épico de muchas de las páginas de los episodios de la primera serie. El dedicado al sitio de Zaragoza abunda en pasajes que parecen confirmar esa apreciación, muchos de ellos directamente relacionados con la figura del general Palafox.

...El día siguiente, 22, fue cuando Palafox dijo al parlamentario de Moncey que venía a proponerle la rendición: «No sé rendirme: después de muerto hablaremos de eso.» (...) Cuando la tempestad de fuego se calmó, no nos conocíamos: estábamos transfigurados, y algo nuevo y desconocido palpitaba en lo íntimo de nuestras almas, dándonos una ferocidad inaudita. Al día siguiente decía Palafox con elocuencia: «Las bombas, las granadas y las balas no mudan el color de nuestros semblantes, ni toda la Francia lo alteraría». (...) De todo esto nos reíamos o aparentábamos reírnos, como lo prueba la vanagloriosa respuesta de Palafox al mariscal Lannes (que desde el 22 se puso al frente del ejército sitiador), en la cual le decía: «La conquista de esta ciudad hará mucho honor al señor Mariscal si la ganase a cuerpo descubierto, no con bombas y granadas que sólo aterran a los cobardes». (...) En los puntos de peligro aparecía siempre Palafox como la expresión humana del triunfo. Su voz reanimaba a los moribundos, y si la Virgen del Pilar hubiera hablado, no hubiera hablado por otra boca. Su rostro expresaba siempre una confianza suprema, y en él la triunfal sonrisa infundía coraje como en otros el ceño feroz. Vanagloriábase de ser el impulsor de aquel gran movimiento. Como comprendía por instinto que parte del éxito era debido, más que a lo que tenía de general a lo que tenía de actor, siempre se presentaba con todos sus arreos de gala, entorchados, plumas y veneras, y la atronadora música de los aplausos y los vivas le halagaban en extremo. Todo esto era preciso, pues ha de haber siempre algo de mutua adulación entre la hueste y el caudillo para que el enfático orgullo de la victoria arrastre a todos al heroísmo.
 Galdós (1873)